# 가즈노하나와역
가즈노하나와역(일본어: 鹿角花輪駅)은 일본 아키타현 가즈노시에 위치한 동일본 여객철도 하나와 선의 철도역이다. 섬식 승강장 1면 2선의 구조를 갖춘 지상역이다.

## 타는 곳
| 1 | ■ 하나와 선 | 상행 | 유제온센 · 모리오카 방면                |
| 1 | ■ 하나와 선 | 하행 | 도와다미나미 · 오다테 방면 (당 역 시발) |
| 2 | ■ 하나와 선 | 하행 | 도와다미나미 · 오다테 방면              |
| 2 | ■ 하나와 선 | 상행 | 유제온센 · 모리오카 방면 (당 역 시발)   |

## 이용 현황
| 승차 인원 추이 | 승차 인원 추이 |
| 연도           | 1일 평균       |
| -------------- | -------------- |
| 2000           | 446            |
| 2001           | 394            |
| 2002           | 358            |
| 2003           | 329            |
| 2004           | 321            |
| 2005           | 313            |
| 2006           | 318            |
| 2007           | 285            |
| 2008           | 271            |
| 2009           | 262            |
| 2010           | 252            |
| 2011           | 249            |
| 2012           | 236            |
| 2013           | 223            |
| 2014           | 202            |
| 2015           | 212            |

## 역 주변
- 도호쿠 자동차도 가즈만하치만타이 나들목

## 인접 역
| 동일본 여객철도 하나와 선 | 동일본 여객철도 하나와 선 | 동일본 여객철도 하나와 선 |
| ------------------------- | ------------------------- | ------------------------- |
| 리쿠추오사토 고마 방면    | ■ 하나와 선               | 시바히라 오다테 방면      |